# NGC 4555
NGC 4555 (другие обозначения — IC 3545, UGC 7762, MCG 5-30-26, ZWG 159.21, PGC 41975) — эллиптическая галактика (E) в созвездии Волосы Вероники.
Этот объект входит в число перечисленных в оригинальной редакции «Нового общего каталога».
Одна из нескольких эллиптических галактик, у которых доказано наличие значительных количеств тёмной материи, которое оценивается примерно в десять раз больше видимой массы. Галактика имеет довольно большое газовое гало, которое, однако, она не могла бы удержать без дополнительного тяготения, создаваемого тёмной материей. Эта галактика особенно интересна тем, что она находится в удалении от других галактик и не связана гравитационно с иными галактиками. Обычно эллиптические галактики находятся в группах или кластерах. Поэтому эта галактика является свидетельством того, что тёмная материя может существовать в отдельных эллиптических галактиках.